# NGC 4102
NGC 4102 (другие обозначения — UGC 7096, MCG 9-20-94, ZWG 269.36, IRAS12038+5259, PGC 38392) — спиральная галактика с перемычкой (SBb) в созвездии Большая Медведица.
Этот объект входит в число перечисленных в оригинальной редакции «Нового общего каталога».
В галактике вспыхнула сверхновая SN 1975E. Её пиковая видимая звёздная величина составила 16,7.
Галактика NGC 4102 входит в состав группы галактик M109. Помимо NGC 4102 в группу также входят ещё 42 галактики.